# Indianapolis 500 1988

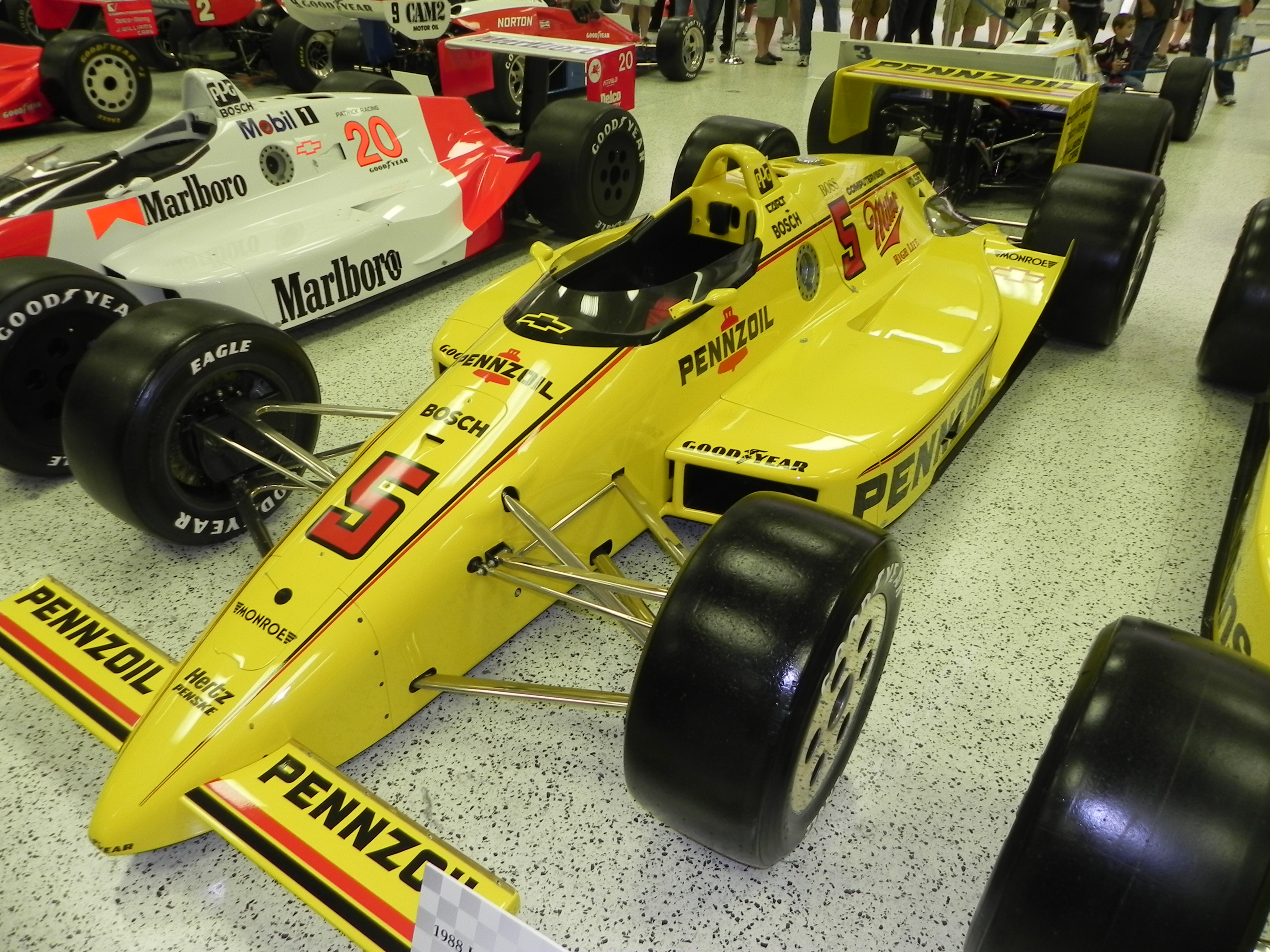
Rick Mears vinnarbil utställd på Indianapolis Motor Speedway Museum.

Indianapolis 500 1988 var ett race som kördes den 29 maj på Indianapolis Motor Speedway. Rick Mears tog med sin vinst sin tredje vinst i tävlingen, med Emerson Fittipaldi på andra plats som den enda föraren i övrigt på samma varv. Al Unser slutade trea.

## Slutresultat
| Plats | Förare                | Team                     | Grid | Kvalfart |
| ----- | --------------------- | ------------------------ | ---- | -------- |
| 1     | Rick Mears            | Penske Racing            | 1    | 219,198  |
| 2     | Emerson Fittipaldi    | Patrick Racing           | 8    | 212,582  |
| 3     | Al Unser              | Penske Racing            | 3    | 215,270  |
| 4     | Michael Andretti      | Kraco Racing             | 10   | 210,183  |
| 5     | Bobby Rahal           | Truesports Co.           | 19   | 208,526  |
| 6     | Jim Crawford          | King Racing              | 18   | 210,584  |
| 7     | Raul Boesel           | Doug Shierson Racing     | 20   | 211,058  |
| 8     | Phil Krueger          | Kent Baker Racing        | 15   | 208,212  |
| 9     | Dick Simon            | Dick Simon Racing        | 16   | 207,555  |
| 10    | Arie Luyendyk         | Dick Simon Racing        | 6    | 213,611  |
| 11    | Kevin Cogan           | Doug Shierson Racing     | 13   | 209,552  |
| 12    | Howdy Holmes          | Alex Moralles Racing     | 33   | 206,970  |
| 13    | Al Unser Jr.          | Galles Racing            | 5    | 214,186  |
| 14    | Billy Vukovich III    | Gohr Racing              | 23   | 208,545  |
| 15    | Randy Lewis           | Leader Cards Racing      | 11   | 209,774  |
| 16    | Rocky Moran           | A.J. Foyt Enterprises    | 28   | 207,181  |
| 17    | Rich Vogler           | Machinists Union Racing  | 32   | 207,126  |
| 18    | Dominic Dobson        | Dobson Motorsports       | 21   | 210,096  |
| 19    | Tero Palmroth         | Dick Simon Racing        | 25   | 208,001  |
| 20    | Mario Andretti        | Newman/Haas Racing       | 4    | 214,692  |
| 21    | John Andretti         | Curb Motorsports         | 27   | 207,894  |
| 22    | Johnny Rutherford     | King Racing              | 30   | 208,442  |
| 23    | Danny Sullivan        | Penske Racing            | 2    | 216,214  |
| 24    | Steve Chassey         | Gary Trout Motorsports   | 26   | 207,951  |
| 25    | Ludwig Heimrath Jr.   | Hemelgarn Racing         | 31   | 207,214  |
| 26    | A.J. Foyt             | A.J. Foyt Enterprises    | 22   | 209,696  |
| 27    | Tom Sneva             | Hemelgarn Racing         | 14   | 208,659  |
| 28    | Teo Fabi              | Porsche Motorsports      | 17   | 207,244  |
| 29    | Derek Daly            | Raynor Motorsports Group | 9    | 212,295  |
| 30    | Stan Fox              | A.J. Foyt Enterprises    | 29   | 208,579  |
| 31    | Scott Brayton         | Hemelgarn Racing         | 7    | 212,624  |
| 32    | Roberto Guerrero      | Vince Granatelli Racing  | 12   | 209,632  |
| 33    | Tony Bettenhausen Jr. | Bettenhausen Motorsports | 24   | 208,342  |

Följande förare missade att kvalificera sig:
- Scott Atchison
- Gary Bettenhausen
- Tom Bigelow
- Pancho Carter
- Dale Coyne
- Dick Ferguson
- Spike Gehlhausen
- John Jones
- John Parsons
- Ed Pimm
- Gordon Johncock
- Harry Sauce
- George Snider